# أجلان بيوكبورش
أجلان بيوكبورش (بالتركية: Ajlan Büyükburç)‏ (13 نوفمبر 1970، أسطنبول -22 نوفمبر 1999، موغلا)، وهي مغنية تركية.

## قصةحياتها
ولدت أجلان نتيجة قصة حب بين والدها ووالدتها، نتيجة عمل أيرول بيوكبورش مع الأمين توركان توكير. وكان ولها اخت صغيرة. وعندما بلغت عمر الثامنة عشر، بدأ والدها بأغطاءها دروس الجيتار. وبعدها أصبح بحوزة أجلان بيوكبروش محفوظات مكونة من 3 آلاف نوتة فنية تعود إلى والدها، ودائما ما تعترف بالفضل لوالدها بسبب تعلمها موسيقى الجاز.
وعندما بلغت بيوكبورش عمر السابعة عشر بدأت بالغناء باللغة التركية، وبدأ بأنشاد أغاني فاتح أركوتش. وقد حصلت على جائزة (أفضل أنثى عازفة )- في مسابقة الموسيقى بالمدرسة الثانوية إلى تنظمها الصحيفة القومية كل عام- ، وذلك أثناء دراسها في مدرسة نيسانتاسى الثانوية بالأناضول.
وقد ظهرت بعدها كضيفة في أحد البرامج التلفزيونية وهو ضيوف الليل، وذلك بعد تقديمها أسى القديسين. وبظهورها في هذا البرنامج، بدأ يذاع صيتها وينتشر اسمها في الأجواء الفنية. وأسس كل من أجلان ومينا شيغلان الذي كان ضيف في نفس البرنامج مجموعة عرفت بأسم (أجلان-مينا). وبعدها تم صدور أول ألبوم لهما كان في ديسمبر 1993، وعرف بأسم (اشك أولسون/اللعنة). وعلى الرغم من تحقيق الألبوم مبيعات مرتفعة، الأ ان أجلان ومينا أنفصلوا بعدها بعام.

## وفاتها
وتوفيت أجلان بيوكبورش نتيجة حادث سيارة في صباح يوم 22 يوليو 1999 ، بالقرب من بلدة موغلا فتحية، ووافاتها المنية عن عمر يناهز 29 عاما.
ووفقا لشهادة إحدى شهود العيان على حادث وفاة أجلان بيوكبورش، فأن رخصة السائق قد تم سحبها قبل الحادث بثلاثة أيام، وانه أثناء رؤيته لها عندما حاول الاستحواذ على الطريق المتشعب شعر بالذعر ففرمل السيارة، وخرج من طريق الأسفلت، وقبل الحادث بأسبوع اصدام بسيارة على طريق زراعى متوقفة، فتدحرجت السيارة بناء على ذلك. وبعد اصدام السيارة بعربية النقل راح ضحيتها أجلان بيوكبورش.
وبعد الحادث فقد اجري لها عملية وفحص واتضح من خلالها اصابتها بكسور في العنق، وثلاثة كسور في الذراع، نزيف رئوى، صدمات وكدمات بالرأس، حدوث كسور بالرقبة، وايضا كسور بفقرات بالظهر. وبسبب وقوع الحادث على إحدى الطرق الزراعية، فقد تم اثبات ان هذا الطريق من الطرق الغير مؤهلة للسير حيث تسبب هذا الطريق في وقوع 4 حوادث، وتحطمت اثنين من المبانى الكبيرة، وبذلك تم رفع العديد من الدعاوى المستاءة من خلال هذه الحوادث.
وقبل وقوع هذا الحادث ب 10 دقائق فقد كان أجلان بيوكبورش تدقق مع رجال الأمن، وشرطة المرور وقوع حادث بالقرب من فتحية، وأعلمتهم بأنها (ستذهب إلى بودروم، وانها ستقابل صديق صحفى لها في كاش).
وكانت قد بدأت بيوكبورش بتنفيذ خطتها بجمع احب أغاني الجاز إليها في ألبوم واحد. ومن ناحية أخرى، كان تعمل على عمل ألبوم موسيقى البوب، وضمت للألبوم أغنية (عندما تتاح الفرص لا تموت ) من ألبوم أيسل جوريل.
وقد أقيمت جنازة بيوكبورش، ودفنت في مقبرة ميهريمه سلطان.

## أعمالها الفنية
-أنا أقدر (1995)

## روابط خارجية
- أجلان بيوكبورش على موقع ميوزك برينز (الإنجليزية)
- أجلان بيوكبورش على موقع ديسكوغز (الإنجليزية)